# نیلز باونسو
نیلز باونسو (انگلیسی: Niels Baunsøe; ۲۹ ژوئن ۱۹۳۹ – ۱۲ مارس ۲۰۱۲) دوچرخه‌سوار اهل دانمارک بود.